# Lastrup
Lastrup község Németországban, Alsó-Szászországban, a Cloppenburgi járásban. Lakosainak száma 7660 fő (2023. december 31.).

## Földrajza
Lastrup Essen, Cappeln, Molbergen, Lindern, Löningen, Herbergen és Bartmannsholte községekkel határos.